# Блоф (група)
Bløf (Блоф) (на нидерландски Bløf) е нидерландска група, която комбинира успешно комерсиално ориентирана рок музика с поетични нидерландски текстове. Групата е основана в Миделбург през 1992 година.

## История

### Ранни години
Групата е основана през 1992 от Петер Слагер. Тогава групата се състояла от Паскал Якобсен, Петер Слагер, Бас Кенис и Хенк Тьоонк. През пролетта на 1994 групата записва първия си албум Naakt Onder De Hemel за една седмица, албум, който те разпространяват сами. Албумът се приема добре от критиката и групата сключва договор с EMI Music. Сингълът Aan de Kust се превръща в „химн“ на Зеланд, докато националните радио станции никога не пускат песента. Bløf получават наградата за най-добър нов талант за албума си. Те използват парите, получени от наградата за записа на втория си албум Helder, издаден през 1997.

### Първи хитове
Първите два сингъла от албума са Helder и Zeven Nachten, и не успяват да влязат в чартовете. В края на 1997 групата почти се разпада, те решават Хенк Тонинк данапусне групата. Новият барабанист е Крис Хьоте. След промените издават Liefs uit Londen , който се радва на огромен успех. На 10 март 1998, Блоф записват техен гиг в дискотека в Миделбруг. Материалът се появява в допълнителен тираж на Helder. Следващите два хита са записи от този гиг, нови версии на Aan De Kust и Wat Zou Je Doen, първоначално включени в Naakt Onder De Hemel. И двете стават хитове.

### Години на успех
През лятото на 1998 групата изнася много концерти и получава няколко награди. По същото време записват албума XXL Live Met Het Zeeuws Orkest, концерт на живо под акомпанимента на оркестър от Зеланд и новия си албум Boven, който показва засилващи се рок елементи, а Harder Dan Ik Hebben Kan се превръща в хит по-малко от месец след издаването на албума.
В началото на 2000, групата получава и награда за най-добра нидерландска група. Преди излизането на Watermakers, групата издава синглите Dansen Aan Zee иHier. На летните олимпийски игри през 2000 в Сидни, Австралия, групата прави концерт за нидерландските олимпийци и екипа им. Издаденият през 2000 година Watermakers има забележителен успех. Групата прави огромен концерт в Ротердам през 2001 и отново получава наградата на Едисон за Най-добра нидерландска група. През март 2001 барабаниста им Крис Хьоте загива в изцидент на пътя. Групата остава безмълвна известно време, после издава Live-CD Oog In Oog – Live In Ahoy, последния концерт с участието на Крис Хьоте. Нов барабанист групата намира в лицето на Норман Бонинк, предишен член на групата на Франк Буйен.
Следващият албум е Blauwe Ruis, Dichterbij Dan Ooit е първият сингъл от албума, който добива голяма популярност, за разлика от излезлия като втори едноименен сингъл Blauwe Ruis. Третият е Mooie Dag. В много от клиповете на Блоф се използват специални ефекти, направени от мултимедийния творец Ебоман.
През 2003 излиза албумът Omarm. Bløf отиват в Кения през 2003 за да направят концерт с местен музикант, което дава идеята за седмия им студиен албум. След това групата започва да се изявява международно, правят сингъл и с Counting Crows през 2004, наречен Holiday in Spain. През 2005 започват да пътуват из целия свят, да записват нови песни с изпълнители от целия свят, които намират място в седмия им албум Umoja

## Дискография
- Naakt onder de hemel (1995)
- HELDER (1996)
- XXL live met het Zeeuws Orkest (1997)
- Boven (1998)
- Watermakers (2000)
- Oog in Oog (бенефисно живо изпълнение в памет на Крис Гьоте) (2001)
- Blauwe Ruis (2002)
- Omarm (2003)
- Live in AHOY' 2004 (излязло и в DVD вариант)
- UMOJA (2006 – излвязъл през март 2006)
- Aan (2017)